# Liste der Kulturdenkmale in Großpillingsdorf
Die Liste der Kulturdenkmale in Großpillingsdorf enthält die in der amtlichen Denkmalliste des Landesamtes für Denkmalpflege Sachsen ausgewiesenen Kulturdenkmale im Crimmitschauer Ortsteil Großpillingsdorf.

## Legende
- Bild: Bild des Kulturdenkmals, ggf. zusätzlich mit einem Link zu weiteren Fotos des Kulturdenkmals im Medienarchiv Wikimedia Commons. Wenn man auf das Kamerasymbol klickt, können Fotos zu Kulturdenkmalen aus dieser Liste hochgeladen werden:
- Bezeichnung: Denkmalgeschützte Objekte und ggf. Bauwerksname des Kulturdenkmals
- Lage: Straßenname und Hausnummer oder Flurstücknummer des Kulturdenkmals. Die Grundsortierung der Liste erfolgt nach dieser Adresse. Der Link (Karte) führt zu verschiedenen Kartendiensten mit der Position des Kulturdenkmals. Fehlt dieser Link, wurden die Koordinaten noch nicht eingetragen. Sind diese bekannt, können sie über ein Tool mit einer Kartenansicht einfach nachgetragen werden. In dieser Kartenansicht sind Kulturdenkmale ohne Koordinaten mit einem roten bzw. orangen Marker dargestellt und können durch Verschieben auf die richtige Position in der Karte mit Koordinaten versehen werden. Kulturdenkmale ohne Bild sind an einem blauen bzw. roten Marker erkennbar.
- Datierung: Baubeginn, Fertigstellung, Datum der Erstnennung oder grobe zeitliche Einordnung entsprechend des Eintrags in der sächsischen Denkmaldatenbank
- Beschreibung: Kurzcharakteristik des Kulturdenkmals entsprechend des Eintrags in der sächsischen Denkmaldatenbank, ggf. ergänzt durch die dort nur selten veröffentlichten Erfassungstexte oder zusätzliche Informationen
- ID: Vom Landesamt für Denkmalpflege Sachsen vergebene, das Kulturdenkmal eindeutig identifizierende Objekt-Nummer. Der Link führt zum PDF-Denkmaldokument des Landesamtes für Denkmalpflege Sachsen. Bei ehemaligen Kulturdenkmalen können die Objektnummern unbekannt sein und deshalb fehlen bzw. die Links von aus der Datenbank entfernten Objektnummern ins Leere führen. Ein ggf. vorhandenes Icon  führt zu den Angaben des Kulturdenkmals bei Wikidata.

## Großpillingsdorf
| Bild                                    | Bezeichnung                                                                        | Lage                        | Datierung                         | Beschreibung | ID       |
| --------------------------------------- | ---------------------------------------------------------------------------------- | --------------------------- | --------------------------------- | --- | -------- |
| Direkt Bild zu diesem Denkmal hochladen | Ehemaliges Wohnstallhaus eines Bauernhofes                                         | Großpillingsdorf 6 (Karte)  | um 1750                           | Baugeschichtlich und sozialgeschichtlich von Bedeutung, ein Fachwerkbau mit strebenreichem Fachwerk, Zeugnis bäuerlicher Lebensweise vergangener Zeiten. Fachwerk Obergeschoss mit zahlreichen gezapften Streben, kleine Ständer (Leiter) unter Fenstern, originale Fenstergröße, Erdgeschoss massiv unterfahren und verändert, ein Giebel massiv, verändert, Dach an einer Seite abgewalmt, andere Seite Satteldach, Rautenornament am Giebeldreieck. | 09242791 |
| Direkt Bild zu diesem Denkmal hochladen | Wohnstallhaus (Umgebinde) eines Vierseithofes                                      | Großpillingsdorf 7 (Karte)  | 1754                              | Baugeschichtlich, hausgeschichtlich und sozialgeschichtlich von Bedeutung, ein in der Region nur noch selten vorhandenes Umgebindehaus, Zeugnis bäuerlicher Lebensweise vergangener Zeiten. Bauherr: Michael Göpel, repariert 1815 und 1866, Biehlerne Stube und Holzeinschubdecke erhalten, Umgebindehaus, Ständer noch vorhanden, Holzverbindungen gezapft, zahlreiche Streben, unter Fenstern jeweils kleiner Ständer (Leiter), Schwelle leicht vorkragend, abgefast, Bohlenwände mit Vorstoß, Riegel am Umgebinde mit Eselsrückenmotiv, Kopfbänder am Umgebinde gezapft, Rautenmotiv am Giebeldreieck, doppelt stehende Ständer am Umgebinde, im Obergeschoss vorkragende Wurstkammer. | 09242792 |
| Direkt Bild zu diesem Denkmal hochladen | Hakenhof, Häuslerhaus                                                              | Großpillingsdorf 9 (Karte)  | nach 1823                         | Baugeschichtlich und sozialgeschichtlich von Bedeutung, ein Fachwerkbau, Zeugnis bäuerlicher Lebensweise vergangener Zeiten. Krüppelwalmdach, ein Giebel verbrettert mit Wetterschräge, eine Seite verschiefert. | 09242793 |
| Direkt Bild zu diesem Denkmal hochladen | Hakenhof, Häuslerhaus                                                              | Großpillingsdorf 10 (Karte) | um 1750                           | Baugeschichtlich und sozialgeschichtlich von Bedeutung, ein Fachwerkbau, Zeugnis bäuerlicher Lebensweise vergangener Zeiten. Abgefaste Schwelle, leicht vorkragend, Erdgeschoss massiv, Krüppelwalmdach, weit überstehend, Backofenanbau. | 09242794 |
| Direkt Bild zu diesem Denkmal hochladen | Bauernhof mit ehemaligem Wohnstallhaus, Stallgebäude und Hofwand (Tor)             | Großpillingsdorf 11 (Karte) | um 1680                           | Baugeschichtlich und sozialgeschichtlich von Bedeutung, Fachwerkbauten mit beeindruckender hölzerner Torwand als Hofzugang, Zeugnis bäuerlicher Lebensweise vergangener Zeiten. - Geschweifte Andreaskreuze, K-Streben, vorkragende abgefaste Schwelle, vermutlich mit zweibogiger Oberlaube im Obergeschoss, Blattsassen deuten auf Umgebinde im Erdgeschoss, Reste alter Bohlenstube erhalten, Sockel mit Kacheln, Erdgeschoss massiv unterfahren und verändert, eventuell nachträglich Haus verlängert, ein Giebel massiv, - Stallgebäude: Erdgeschoss massiv unterfahren, teilweise noch Fachwerk erhalten im Erdgeschoss, Fachwerk Obergeschoss. | 09242795 |
| Direkt Bild zu diesem Denkmal hochladen | Wohnstallhaus eines ehemaligen Vierseithofes                                       | Großpillingsdorf 15 (Karte) | 1. Drittel 17. Jahrhundert        | Von großer baugeschichtlicher und sozialgeschichtlicher Bedeutung, ein seltener und sehr alter Fachwerkbau mit doppelten geraden Andreaskreuzen und Kopfstreben, Zeugnis ländlicher Lebensverhältnisse und ländlichen Bauhandwerks im frühen 17. Jahrhundert. Wohnhaus: Fachwerk Obergeschoss, eine Riegelreihe, Fachwerk Obergeschoss auf Hofseite verputzt, geblattete Holzverbindungen, Erdgeschoss massiv, Satteldach, an Giebel- und Hofseite Andreaskreuze | 09242796 |
| Direkt Bild zu diesem Denkmal hochladen | Ehemaliges Wohnstallhaus und jüngeres Wohnhaus sowie Toranlage eines Vierseithofes | Großpillingsdorf 16 (Karte) | 1600 Dendro (altes Wohnstallhaus) | Baugeschichtlich und sozialgeschichtlich von großer Bedeutung, das Wohnstallhaus ein hausgeschichtliche bemerkenswerter Fachwerkbau mit doppelten geraden Andreaskreuzen an der Hoftraufseite und Ständerbauweise an der abgewandten Traufseite, das jüngere Wohnhaus ein Gründerzeitbau (Klinkerfassade), Zeugnisse bäuerlicher Lebensweise und ländlichen Bauhandwerks im frühen 17. Jahrhundert. - Wohnhaus: Etwa quadratischer Grundriss, Klinkerbau, - Ehemaliges Wohnstallhaus: Mit geraden, paarweise im Gefach angeordneten Andreaskreuzen, zusätzliche Andreaskreuze in Gefachen oberhalb Fenster, Erdgeschoss massiv unterfahren, rückseitige Traufseite ursprünglich Ständerbauweise, massiv unterfahren 1860, geblattete Holzverbindungen, - Dach: Stehender Stuhl mit einem Unterzug, ein Windverband. Eines der ältesten und wertvollsten ländlichen Fachwerkwohnhäuser in Sachsen. | 09242797 |
| Direkt Bild zu diesem Denkmal hochladen | Hakenhof, Häuslerhaus                                                              | Großpillingsdorf 28 (Karte) | 2. Hälfte 18. Jahrhundert         | Baugeschichtlich und sozialgeschichtlich von Bedeutung, Winkelhof in Fachwerkbauweise, Zeugnis bäuerlicher Lebensweise vergangener Zeiten. Häuslerhaus, Erdgeschoss massiv, Fachwerk Obergeschoss, ein Giebel massiv, teilweise verkleidet, Fenster teilweise original. | 09242799 |
| Direkt Bild zu diesem Denkmal hochladen | Wohnhaus eines Bauernhofes                                                         | Großpillingsdorf 34 (Karte) | 1934                              | Sozialgeschichtlich von Bedeutung, stattliches Wohnhaus („Herrenhaus“) eines Bauernhofes im Heimatstil, baugeschichtlich von Bedeutung. Aus Holz errichtetes Gebäude in gutem Originalzustand, die ursprünglich mit Eichenbrettern verschalte Außenfassade ist zur Zeit mit Eternit-Schiefern verkleidet (jetzt 2009 wieder verbrettert), wichtig für Ortsbild, 1938 verkauft an thüringischen Ministerpräsidenten Marschler, zur Bodenreform enteignet, nach Krieg FDGB-Bezirksschule, heute Privatbesitz, Walmdach, regionalhistorisch bedeutsam, Bauherr Albert Etzold, Fabrikant aus Zeitz, kaufte 1919 Gut, keine Denkmale die benachbarten Wirtschaftsgebäude (Nummer 34a, Flurstück Kleinpillingsdorf 58/1) | 09240541 |